# The Awakening of Mr. Coon
The Awakening of Mr. Coon è un cortometraggio muto del 1909. Il nome del regista non viene riportato nei credit del film di cui non si conoscono per il momento altri dati certi.

## Produzione
Il film fu prodotto dalla Lubin Manufacturing Company.

## Distribuzione
Distribuito dalla Lubin Manufacturing Company, il film - un cortometraggio - uscì nelle sale cinematografiche statunitensi nel giugno 1909.